# Паранойя
Парано́йя (др.-греч. παράνοια — «безумие», от παράνοος (παράνους) — «безумный», далее из παρά «возле, рядом» + νόος «мысль, ум», дословно — «околомышление», «околоумие») — редкий тип хронического психоза, обычно начинающегося в зрелом возрасте, для которого характерно постепенное развитие логически построенных монотематических систематизированных бредовых идей (иногда, вначале — сверхценных идей), при этом, в отличие от шизофрении, с отсутствием прогрессирования негативных симптомов и изменений личности (то есть отсутствует нарастание апатии, абулии, снижения энергетического потенциала и исхода в эмоционально-волевой дефект) и с отсутствием нарушений восприятия (иллюзий или галлюцинаций). Параноиков от других больных психозом также отличает целенаправленное, упорядоченное, последовательное и в какой-то степени предсказуемое поведение. Несмотря на сохраняющуюся бредовую симптоматику, больные паранойей обычно способны функционировать в обществе, и, по сравнению с больными шизофренией, обладают бо́льшими возможностями «интеграции в жизни». В классическом представлении страдающие паранойей отличаются нездоровой подозрительностью, склонностью видеть в случайных событиях происки врагов, выстраивать сложные теории заговоров против себя, с сохранением в другом логичности мышления. При паранойе содержание патологических ситуаций часто включает много элементов реальности, формально правдоподобно связанных с болезненными представлениями больного, либо основывается на них.

## История
Термин «паранойя» введён Карлом Людвигом Кальбаумом в 1863 году. Эмиль Крепелин (1912, 1915) описал паранойю как самостоятельную болезненную форму, исключив из неё случаи парафрении и психогенное кверулянтство. Долгое время паранойя рассматривалась в классической психиатрии как самостоятельное психическое расстройство. В советской и российской психиатрии также было принято выделять паранойяльный синдром с паранойяльным бредом. Однако Василий Гиляровский писал, что только небольшая часть заболеваний, характеризующихся паранойяльными симптомами, относится к паранойе. Ссылаясь на Крепелина, он указывал, что 40 % заболеваний, характеризующихся паранойяльными симптомами, имеет отношение к шизофрении, чуть большего этого — к парафрениям, остаток — к паранойе.
Причины возникновения паранойи, как и других эндогенных психопатологических расстройств, неизвестны.

## Эпидемиология
Паранойя встречается у 0,02—0,1 % больных, поступивших в психиатрическую больницу. Эмиль Крепелин и Иоганн Ланге, рассматривавшие паранойю в довольно широких рамках, указывали распространённость паранойи в пределах 1 % от общего числа пациентов, находящихся в психиатрическом стационаре.

## Международная классификация болезней

### МКБ-9
В Международной классификации болезней, травм и причин смерти 9-го пересмотра (МКБ-9) паранойя являлась отдельной рубрикой, и описывалась как редкий хронический психоз, для которого характерно постепенное развитие логически построенных систематизированных бредовых идей (бред величия (параноический пророк или изобретатель), бред преследования или ипохондрии), при этом без сопутствия дезорганизации мышления по шизофреническому типу и галлюцинаций. Код в классификации: 297.1.
Исключалось: параноидное изменение личности (301.0).

### МКБ-10
В адаптированной для использования в Российской Федерации версии МКБ-10 присутствует подрубрика бредового расстройства F22.01xx — паранойя (в неё также включается и «паранойяльное развитие личности»). В рубрики F22.8 и F22.88 «другие хронические бредовые расстройства» включается кверулянтная форма паранойи. В официальной МКБ-10, выпускаемой Всемирной организацией здравоохранения, паранойя не выделяется в отдельную рубрику, ей соответствует бредовое расстройство (код F22.0).
В случаях лишь патологии характера, без бреда, говорят о параноидном расстройстве личности (F60.0). Термин «параноидное» означает «подобное паранойе» (от паранойя + -оид — др.-греч. εἶδος — «подобие»). Таким образом, это «подобное паранойе расстройство личности», при котором центральной чертой характера является чрезмерное недоверие к другим людям, а также подозрительность и склонность "застревать" на тех или иных идеях (фанатизм). 
Также существует похожая на паранойю форма шизофрении — параноидная шизофрения. При шизофрении паранойяльный (преходящий) этап бредообразования может предшествовать параноидному этапу. Также в адаптированной для России МКБ-10 есть рубрики F22.03 — паранойяльная шизофрения с сензитивным бредом отношений и F22.82 — паранойяльная шизофрения.

## Отдельные признаки паранойи
Во многих случаях отдельные признаки паранойи развиваются в преклонном возрасте при дегенеративных процессах в головном мозге (например, при атеросклеротическом поражении сосудов мозга, болезни Альцгеймера, болезни Паркинсона, болезни Хантингтона и др.). Преходящее подобие паранойи может вызвать приём психоактивных веществ — галлюциногенов, амфетаминов, алкоголя и многих видов лекарств.

## Формы паранойи

### Алкогольная паранойя
Алкогольная паранойя (paranoia alcoholica) — развивающийся у алкоголиков хронический бредовой психоз на почве алкогольной энцефалопатии, обычно с систематизированным бредом ревности, иногда с бредом преследования. Алкогольная паранойя возникает у относительно небольшой части больных хронической алкогольной зависимостью, и чаще всего у мужчин.

### Инволюционная паранойя
Инволюционная паранойя (paranoia involutiva) — психоз, возникающий в возрасте 45—60 лет, у женщин в климактерический период (между 40—50 годами), характеризующийся главным образом систематизированным бредом. Начало обычно острое, течение — длительное стационарное. Бредовые идеи обычно в форме бреда преследования, отношения, ревности, реже — бред величия. К. Клейст относил инволюционную паранойю к группе конституциональных аутохтонных психозов, для которых характерно непрогредиентное течение.

### Мегаломанная паранойя
Мегаломанная паранойя (от др.-греч. μέγας — большой, и др.-греч. μανία — безумие; paranoia megalomanica) или паранойя величия — вид паранойи, который характеризуется систематизированными бредовыми идеями величия (чаще всего реформаторства и открывательства).

#### Инвенторная паранойя
Инвенторная паранойя (от лат. inventor — изобретатель; paranoia inventoria) — разновидность мегаломанной паранойи, которая характеризуется бредовыми идеями изобретательства или открывательства.

#### Реформаторная паранойя
Реформаторная паранойя (от лат. reformo — преобразовывать, изменить; paranoia reformatoria) — разновидность мегаломанной паранойи, которая характеризуется систематизированными бредовыми идеями о радикальных переменах в общественном устройстве, преображении мира, переменах в науке или тому подобном.

### Паранойя ревности
Паранойя ревности (paranoia erevnatoria) — вид паранойи, который характеризуется бредовыми идеями супружеской измены.

### Религиозная паранойя
Религиозная паранойя (paranoia religiosa) — вид паранойи с религиозным содержанием бредовых идей.

### Персекуторная паранойя
Персекуторная паранойя (от лат. persequor, secutus sum — упорно следовать за, преследовать; paranoia persecutoria) — вид паранойи, который характеризуется систематизированными бредовыми идеями преследования.

### Эротическая паранойя
Эротическая паранойя (от др.-греч. ἐρωτικός — любовный, посвящённый любви; paranoia erotica) — паранойя, которая характеризуется преобладанием эротического бреда. Эротическая паранойя возникает преимущественно у лиц женского пола возраста 40—50 лет.

### Сенильная паранойя
Сенильная паранойя (от лат. senilis — старческий, свойственный старости; paranoia senilis) — паранойя, которая развивается в старческом возрасте.

### Кверулянтская (кверулянтная) паранойя
Кверулянтская или кверулянтная паранойя (от лат. querulus — жалобщик, ропщущий; paranoia querulans) — форма паранойи, проявляющаяся в кверулянтских бредовых идеях.
Кверулянтная форма паранойи включается в рубрику F22.8 МКБ-10.

### Суггестивно-бредовая паранойя
Суггестивно-бредовая паранойя — вариант паранойи, который характеризуется преимущественно преобладанием в клинической картине бреда гипнотического очарования, который был описан Владимиром Михайловичем Бехтеревым в 1905 году.

### Сенситивная (сензитивная) паранойя
Сенситивная или сензитивная паранойя (paranoia sensitiva) — вид паранойи, который характеризуется сенситивным бредом.

### Острая паранойя
Острая паранойя (paranoia acuta; от лат. acutus — острый, скоропреходящий, быстротечный) — паранойя с внезапно возникшим образным или интерпретативным бредом отношения, величия или преследования.

#### Острая экспансивная паранойя
Острая экспансивная паранойя (paranoia acuta expansiva; от лат. acutus и лат. expando — расширять, распространять) — паранойя с внезапно возникшим экспансивным бредом, бредовыми идеями величия, могущества, реформаторства и открывательства, а также бредовыми идеями с религиозным содержанием.

## Развитие паранойи
В ряде случаев при прогрессировании заболевания паранойя развивается из сверхценных идей в бред.
Клинический пример сверхценных идей:

Пациент, в детстве писавший стихотворения, одно из которых даже опубликовали в районной газете, начинает считать себя незаурядным самобытным поэтом, вторым Есениным, которого игнорируют, не печатают из зависти и «окружающего недоброжелательства». Вся его жизнь по существу превратилась в цепь доказательств своей поэтической одарённости. Больной постоянно говорит не о поэзии, а о своём месте в ней. Носит как доказательство своё опубликованное стихотворение, декламируя его к месту и не к месту, легко отбрасывает все контраргументы собеседников. Будучи фанатиком своей поэзии, он во всех остальных аспектах жизни выявляет совершенно адекватный стиль существования.— В. В. Марилов, «Общая психопатология»:27—28
Ещё один больной с паранойяльным синдромом, инженер рыбной отрасли, сделав «изобретение», уехал с Дальнего Востока, где долго и продуктивно работал, в Москву. В Москве он планировал объяснить правительству, что в стране нерационально расходуются дары моря, происходит неправильная ловля и утилизация рыбы. Больной привёз с собой методику рыбной ловли «с учётом расположения звёзд». Он долго ходил по инстанциям, где его постепенно перестали принимать; постепенно опустился, стал жить на вокзалах, летом в скверах, но ежедневно продолжал «пробивать» свою идею рыбной ловли по-новому. По мнению больного, его идея достойна сравнения только с Великой французской революцией, а оставшиеся во Владивостоке жена, пожилые родители и двое маленьких детей его совершенно не волновали:40.
Бред величия и преследования обыкновенно развивается из сверхценных идей, связанных с переоценкой своей личности. Бредовая система при паранойе десятилетиями сохраняется в неизменном виде и не приводит к формированию шизофренического дефекта.
Паранойя ревности обычно начинается у больных с недовольства тем, что супруга (супруг) кокетничает с представителями противоположного пола, «умышленно» привлекает их своим поведением, «подчёркнуто развязно» танцует, «краснеет при встрече с ними» и т. п. Затем, через 2—4 года, происходит кристаллизация бреда, и подозрения в неверности переходят в непоколебимую убеждённость в измене супруга.

## Лечение
Для лечения паранойи применяются нейролептики с преимущественно антибредовым эффектом, значительно реже и только как компонент комплексного воздействия — психотерапия различных направлений. Однако лечение паранойи затруднено, потому что страдающие ею люди часто распространяют свои подозрения и на врача, назначающего лечение, и на лекарства, а психотерапия при этом воспринимается как ещё одна попытка контролировать их сознание. Родственники и домочадцы, осознающие патологичность процесса и открыто заявляющие о необходимости лечения, автоматически причисляются к лагерю «врагов».

## Помощь при приступе
Во время обострений болезни человек представляет опасность для себя и окружающих. Важно знать, как вести себя с больным паранойей. Лучше всего — вызвать скорую помощь, чтобы врачи смягчили состояние эмоционального возбуждения и агрессии, в тяжелых случаях возможна госпитализация в стационар.
До приезда скорой помощи не рекомендуется спорить с больным, переубеждать его. Бред не поддается коррекции. Правильное поведение — согласие, принятие позиции больного, подыгрывание. Поддержка близких является важной частью быстрого купирования симптомов.После возвращения больного из больницы с ним много времени должны проводить родственники. 

## В культуре
- «Он» (1953) — фильм Луиса Бунюэля, где впервые в истории кино показана клиническая картина зарождения и развития паранойи ревности. Жак Лакан считал описание симптомов в кинокартине настолько точным, что демонстрировал её студентам на курсах психиатрии[18].